# 倍音

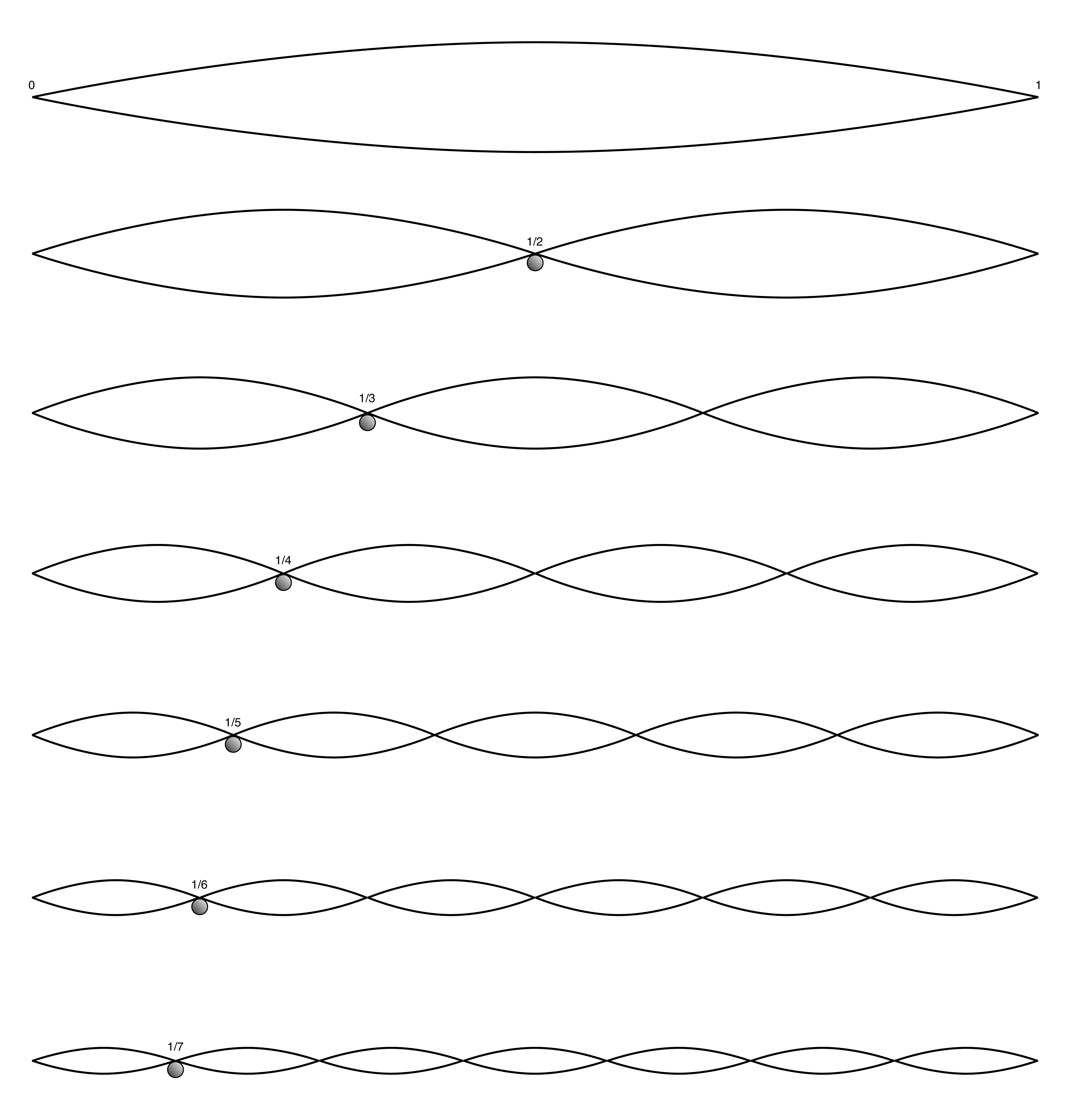
理想弦の振動。fは基本周波数としたとき、弦長を整数で分割した長さの弦は、倍音である2f、3f、4f……を発生させる。

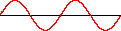
正弦波

倍音（ばいおん、独: Oberton、英: overtone、harmonic sound、harmonic overtone、harmonics）とは、楽音の音高とされる周波数に対し、2以上の整数倍の周波数を持つ音の成分。1倍の音、すなわち楽音の音高とされる成分を基音と呼ぶ。
弦楽器や管楽器などの音を正弦波（サインウェーブ）成分の集合に分解すると、元の音と同じ高さの波の他に、その倍音が多数（理論的には無限個）現れる。
ただし、現実の音源の倍音は必ずしも厳密な整数倍ではなく、倍音ごとに高めであったり低めであったりするのが普通で、揺らいでいることも多い。逆に、簡易な電子楽器の音のように完全に整数倍の成分だけの音は人工的な響きに感じられる。

## 歴史的な背景
古来合唱などで、本来聞こえるはずのない高い声がしばしば聞かれる現象が知られており、「天使の声」などと呼ばれて神秘的に語られていた。これらは倍音を聴取していたものだと現在では考えられている。

## 科学的な背景
倍音は、数学者のマラン・メルセンヌによって1636年に発見された。
1753年、ダニエル・ベルヌーイは、波動方程式の解として三角関数を想定することにより、弦の振動は基本周波数とその整数倍の周波数の成分（倍音）の重ね合わせとして表せることを発見した。
この概念は、19世紀の数学者ジョゼフ・フーリエの見出したフーリエ級数によって体系的に理論化された。フーリエ級数とは、周期関数 {\displaystyle f(t)} を正弦波（三角関数）の重ね合わせとして表現するものであり、オイラーの公式を用いれば以下のように表現できる。なお、{\displaystyle T} は {\displaystyle f(t)} の周期であり、{\displaystyle f(t-T)=f(t)}を満たす。
{\displaystyle f(t)=\sum _{n=-\infty }^{\infty }c_{n}e^{2n\pi it/T}=c_{0}+2\sum _{n=1}^{\infty }|c_{n}|\cos(2n\pi t/T+\arg c_{n})}
 ただし、 {\displaystyle c_{n}={\frac {1}{T}}\int _{-T/2}^{T/2}f(t)e^{-2n\pi it/T}dt} とする。
第1の式は、周波数 {\displaystyle f=n/T} の正弦波 {\displaystyle e^{2n\pi it/T}=\cos(2n\pi t/T)+i\sin(2n\pi t/T)} を {\displaystyle c_{n}} 倍したものを全ての整数 {\displaystyle n} に関して重ね合わせると元の波動 {\displaystyle f(t)} に等しくなることを意味している（なお、{\displaystyle c_{n}}の値は一般には複素数であり、その絶対値が各倍音の振幅となって現れ、偏角が各倍音の位相のずれとなって現れる。虚数成分は{\displaystyle n}の正負を足し合わせると消えてしまう。右の式ではその点を考慮して、実数のみによって表示している）。
ここで、n = ± 1 のものが基音であり、その周波数は {\displaystyle f=1/T} である。
次に、n = ± 2 に対応するものを考えると、その周波数は {\displaystyle n/T=2/T=2f} であり、これは基音の第「2倍」音になる。同様に、n = ± 3, ± 4, ± 5…についても、その周波数はそれぞれ 3f, 4f, 5fになる。このようにして、周期的な波形を持つ音は基音と倍音の重ね合わせとして表せることが保証されている。
ただし、この手法では基本周波数が既知であることが仮定されるほか、倍音以外の上音を含むと正常に検出できないなどの欠点があるため、実際の音声処理ではフーリエ級数を発展させたフーリエ変換と呼ばれる手法が利用されている。ただし、フーリエ変換にも実用上の難点が多いため、実際には離散フーリエ変換、短時間フーリエ変換などといった手法が使用されている（詳細は各項を参照）。

## 音の分類

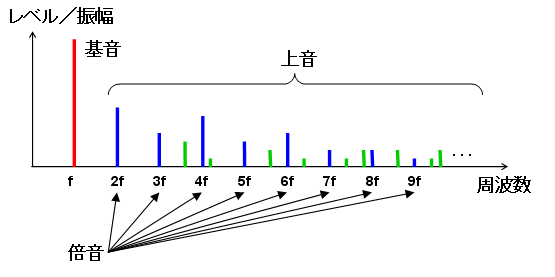
倍音の周波数軸表示

### 基音
基音（英: fundamental tone）は複合音に含まれる最も周波数の低い音である。基本波（英: fundamental component）とも呼ばれる。
基音は楽音の音高（ピッチ）をほぼ規定する。その周波数は基本周波数 {\displaystyle f_{o}} として表現される。
上音
複合音に含まれる基音以外の成分を上音（じょうおん、overtone）という。この上音には倍音でない音も含まれる。倍音は、基音の（2以上の）整数倍の周波数の上音であると言い換えることができる。
楽音

歌うときの人の声や、楽器の音の多くのように、倍音以外の上音がほとんど無く音高（音の高さ）が強く感じられる音を楽音（がくおん）という。人の声を含め、主に音階を演奏する楽器音のうち最も大きい成分は多くの場合基音であり、基音の音高を音全体の高さとするのが普通である。通常、楽音の倍音が人間の耳にそのまま意識されることはあまりないが、特に高い音や音の種類、演奏環境などによって聞こえやすい場合もある。一般に倍音の構成の違いは音色の違いとして認識されている。特殊な音色の楽器音や声に限っては、いくつかの倍音がデシベル値で基音より大きい場合もあり得る。これはスペクトラムアナライザなどの音声解析機器または同機能を持つソフトウェア等で確認する事が可能である。
純音

上音を全く持たない音を純音（じゅんおん）という。すなわち正弦波の音である。
噪音
倍音以外の上音を多く持ち音高を感じさせない音を噪音（そうおん）という。打楽器の音のほとんどは噪音かそれに近い音である。打楽器の中でも、鍵盤打楽器などは上音があまり出ないようにして音を純音に近づけてあり、ティンパニは上音を倍音列に近づけてあるため、はっきりとした音高を感じることができる。また薩摩琵琶やヴィーナによる「さわり」と呼ばれるビビリ音を噪音と呼ぶこともある。
差音

基音を欠き、倍音だけから成る音でも、その理論上の基音に音の高さを感じることがある。これを、差音（さおん）と呼ぶ。

## 各倍音と倍音列
基音のn倍の周波数を持つ倍音を第n倍音と呼び、倍音を順に並べたものを倍音列という。高次倍音ほど隣り合う倍音の音程が狭まるのが特徴で、各倍音の音程関係は基音の音高に関係なく維持される。
以下、第16倍音までの、各倍音の基音との音程、半音を単位とした音高差、C3を基音とした場合の音名、平均律のそれからのずれを記す。音名についてはオクターヴ表記の国際式を参照のこと。
| 倍音     | 音程                 | 音高差        | 音名 | 平均律よりの差 |
| -------- | -------------------- | ------------- | ---- | -------------- |
| 第1倍音  | ユニゾン             | 0             | C3   | ±0.000セント   |
| 第2倍音  | 1オクターヴ          | 12.000000半音 | C4   | ±0.000セント   |
| 第3倍音  | 1オクターヴと完全5度 | 19.019550半音 | G4   | +1.955セント   |
| 第4倍音  | 2オクターヴ          | 24.000000半音 | C5   | ±0.000セント   |
| 第5倍音  | 2オクターヴと長3度   | 27.863137半音 | E5   | －13.686セント |
| 第6倍音  | 2オクターヴと完全5度 | 31.019550半音 | G5   | +1.955セント   |
| 第7倍音  | 2オクターヴと短7度   | 33.688259半音 | B♭5  | －31.174セント |
| 第8倍音  | 3オクターヴ          | 36.000000半音 | C6   | ±0.000セント   |
| 第9倍音  | 3オクターヴと長2度   | 38.039100半音 | D6   | +3.910セント   |
| 第10倍音 | 3オクターヴと長3度   | 39.863137半音 | E6   | －13.686セント |
| 第11倍音 | 3オクターヴと増4度   | 41.513179半音 | F♯6  | －48.682セント |
| 第12倍音 | 3オクターヴと完全5度 | 43.019550半音 | G6   | +1.955セント   |
| 第13倍音 | 3オクターヴと長6度   | 44.405277半音 | A6   | －59.472セント |
| 第14倍音 | 3オクターヴと短7度   | 45.688259半音 | B♭6  | －31.174セント |
| 第15倍音 | 3オクターヴと長7度   | 46.882687半音 | B6   | －11.731セント |
| 第16倍音 | 4オクターヴ          | 48.000000半音 | C7   | ±0.000セント   |

上記、倍音の周波数と平均律の音程を視覚的に現した図を示す。赤色が平均律、青色と数字が倍音の次数を現している。渦巻きの１周が1オクターブに対応する。

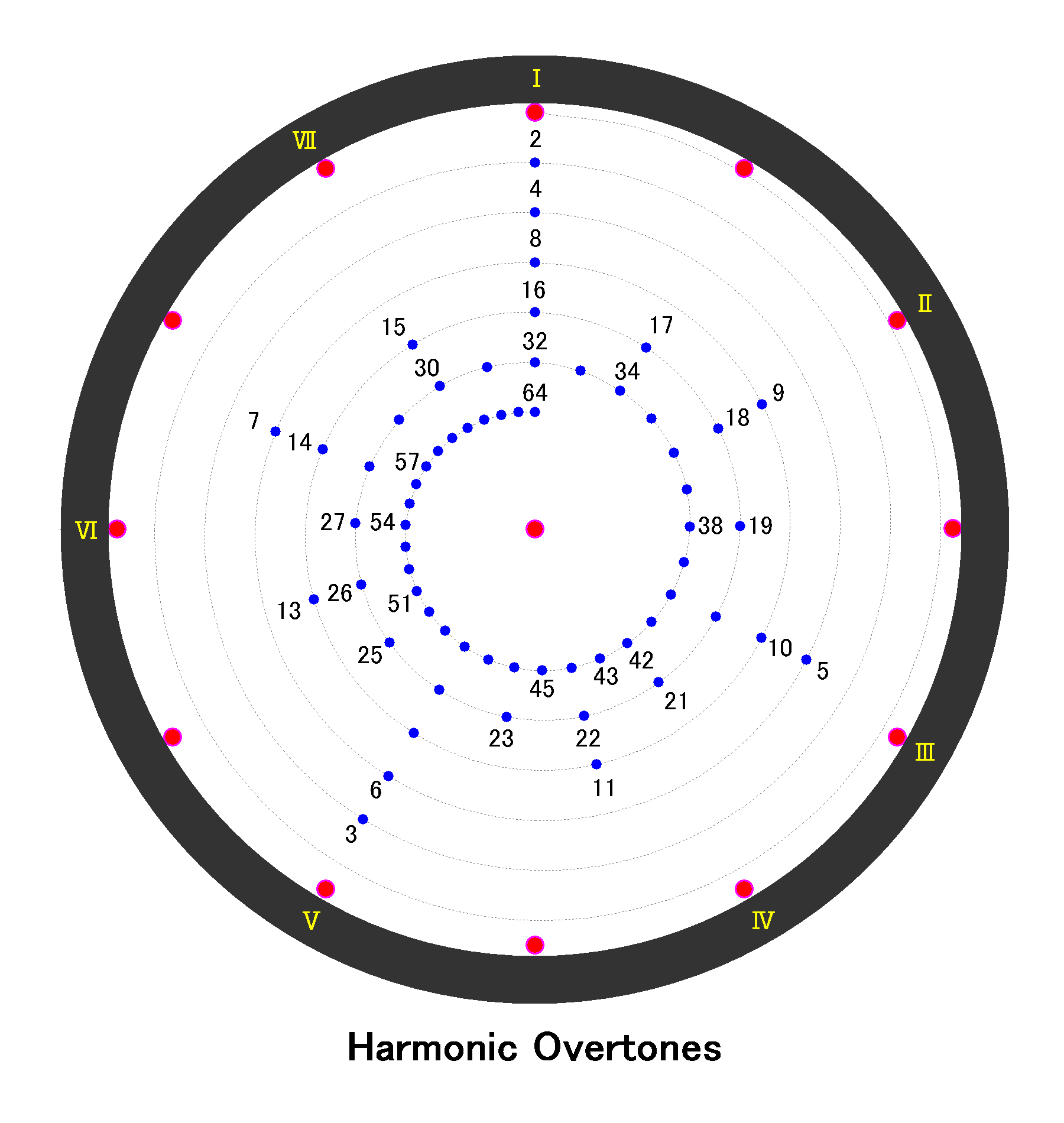
Harmonic Overtones 4 Music

## オーバーブローとフラジオレット
管楽器や弦楽器では、同じ管や弦の長さでも、一部の倍音成分を強調してより高い音を奏でることが出来る。特に金管楽器ではその出される音のほとんどはこの奏法による。このような音や奏法を、管楽器ではオーバーブロー（overblow）、弦楽器ではフラジオレット（flageolet）またはハーモニクスと呼ぶ。なお、物理的には、元になる振動の第n倍音を強調して新たな基音とする状態を、第n次モードと呼ぶ。
- 木管楽器においては、最低音よりもオクターヴ以上高い音を出すときに、第2倍音以降が用いられる。ただし、クラリネットにあっては偶数倍音が得られないので、1オクターヴと完全5度以上の音を出すときに第3倍音以降の奇数倍音が用いられる。しばしば倍音を出しやすくするために、側孔を用いる。それに比べてサクソフォーンは音の発生原理から比較的簡単な奏法となる。フルートでは、低い音の運指を使ってオーバーブローを用いることがあり、ハーモニクスと呼ばれる。
- 金管楽器にあっては、スライドを持ったトロンボーンを除き、バルブが実用化されるまではオーバーブローのみが音を変える手段であった。金管楽器では第2倍音以降が常用され、「ペダルノート」と呼ばれる第1倍音はトロンボーン、ホルン、チューバなどでたまに用いられるだけである。
- 弦楽器においては、振動する弦の1/nの所に軽く触れることによって基音と幾つかの倍音が抑制され、n次モードの発音を得る。

## 代表的な波形とその倍音

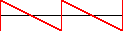
鋸歯状波の波形

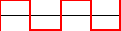
矩形波の波形

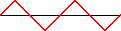
三角波の波形

正弦波
倍音はない。
鋸歯状波 
楽音の中で最も基本になるのは、鋸歯状波である。波形が鋸の歯のようになっているので、この名がある。ヴァイオリンや金管楽器の波形はこれに近い。鋸歯状波には基音とすべての倍音を含み、高い倍音ほど振幅が漸減し、第n倍音の振幅は基音の振幅の1/nである。
矩形波の音の倍音 
波形が「己」の字を横にしたような形をしているのが矩形波である。クラリネットの波形はこれに近い。基音と奇数倍音だけが含まれ、第n倍音の音波の振幅は1/nである。
三角波の音の倍音 
波形がV字型をしているのが三角波である。基音と奇数倍音だけが含まれ、第n倍音の音波の振幅は1/n²である。これは矩形波の時間積分した波形が三角波になるためである。

## 分析
倍音の構造を理解することは音高および音色の理解に直結するため、倍音を分析する様々な手法が提案されている。

### 基本波フィルタリング
基本波フィルタリングは複合音に対するフィルタリングで基音波形のみを抽出する操作である。基音は全ての倍音・上音より低い周波数を持つため、複合音をローパスフィルタに通すことで原理的には基本波が得られる。
現実の音響信号を解析するには遮断周波数の設定と低域雑音への対策が重要になる。まず複合音からローパスフィルタで基本波を取り出すため、その遮断周波数 {\displaystyle f_{LP}}が {\displaystyle f_{o}<f_{LP}<2f_{o}} を必ず満たす必要がある。基本波フィルタリングを基本周波数推定に用いる場合、{\displaystyle f_{o}} を知るために {\displaystyle f_{o}} に依存するパラメータ {\displaystyle f_{LP}} を設定する必要があり、何らかの工夫が必要になる。また現実の信号はノイズを含むため、ローパスフィルタを通過する低域雑音によって基本波が純音波形から崩れる場合があり、何らかの工夫が必要になる。
基本波フィルタリングは基本周波数推定、特にゼロ交差法による推定でしばしば利用される。